# 174
Римська імперія •  Парфянське царство •  Кушанське царство •  Східна Хань •  Сармати

## Геополітична ситуація
У Римській імперії шостий рік одноосібно править Марк Аврелій (до 180). Імперія  займає Апеннінський, Піренейський та Балканський півострови, Галлію, частину Британії, Близький Схід, Північну Африку включно з Єгиптом. В імперії лютує чума Антоніна. Пограничні області перебувають під натиском германців — триває Маркоманська війна.
Наймогутніша держава центральної Азії — Парфянське царство. Наймогутніша держава Індостану — Кушанське царство. Династія Хань править у Китаї.  Корейський півострів ділять між собою Три корейські держави. 
Триває докласичний період цивілізації мая.
На території майбутньої України, в степах Причорномор'я, кочують сармати, північніше — племена Черняхівської культури. В районі Карпат мешкали племена липицької культури.

## Події
- Консулами у Римі були Луцій Аврелій Галл та Квінт Волузій Флак Корнеліан.
- Римський імператор Марк Аврелій залишався в Карнунті й продовжував писати свої «Розмисли».
- У військовий табір римлян прибула імператриця Фаустіна Молодша. Марк Аврелій проголошує її матір'ю війська.
- Римляни схопили й відправили в заслання вождя квадів Аріогеза.
- Боспорську державу очолив Савромат II.

## Померли
- Сотер — Папа Римський (дата непевна)